# Franz Nissl
Franz Nissl (* 9. September 1860 in Frankenthal (Pfalz); † 11. August 1919 in München) war ein deutscher Psychiater und Neuropathologe.
Besonders bekannt geworden ist Nissl durch seine histopathologischen Hirnstudien, bei denen er 1894 die sogenannten Nissl-Schollen und die Nissl-Färbung entdeckte.

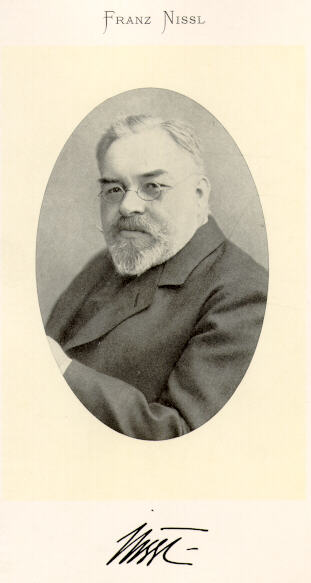
Franz Nissl

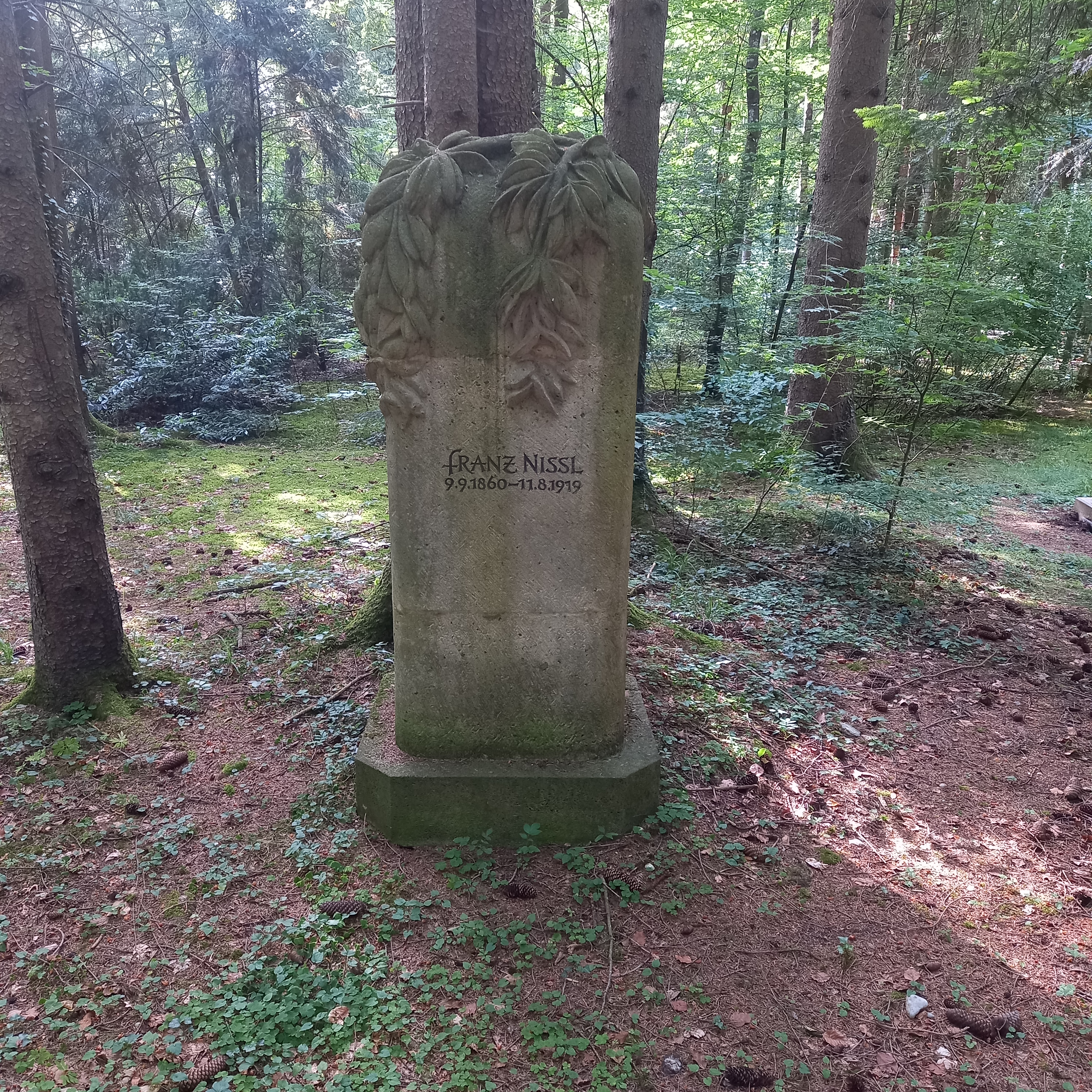
Das Grab von Franz Nissl auf dem Waldfriedhof (München)

## Leben und Wirken
Franz Nissl, Sohn eines katholischen Lateinlehrers, studierte entgegen dem Wunsch seines Vaters nicht Theologie, sondern Medizin in München.
Nach Medizinstudium und Promotion im Jahre 1885 begann Nissl seine psychiatrische Ausbildung als Assistent an der Kreisirrenanstalt München bei Bernhard von Gudden, dem Leibarzt Königs Ludwig II. von Bayern, mit dem von Gudden 1886 im oder am Starnberger See umkam. Nissl war zudem Arzt von Prinz Otto von Bayern auf Schloss Fürstenried. 1888/89 arbeitete er an der Anstalt für psychisch Kranke (Karl-Friedrichs-Hospital) in Blankenhain bei Weimar in Thüringen. Ab 1889 war Nissl Oberarzt an der Städtischen Irrenanstalt in Frankfurt am Main, wo er Ludwig Edinger sowie Carl Weigert kennenlernte und Alois Alzheimer unter ihm arbeitete. 1895 wechselte Nissl nach Heidelberg zu Emil Kraepelin an die Psychiatrische Universitätsklinik, an der er dann 23 Jahre lang tätig sein sollte.
1896 habilitierte er sich bei Kraepelin, wurde 1901 zum außerordentlichen Professor ernannt und 1904 Kraepelins indirekter Nachfolger als Direktor der mittlerweile weltberühmt gewordenen Klinik, nachdem der zunächst berufene Karl Bonhoeffer nach wenigen Monaten die Klinikleitung wieder aufgegeben hatte. Nissls Wirken in Heidelberg zeichnete sich vor allem durch glückliche Personalentscheidungen aus, von denen die für Karl Jaspers herausragt. Krankheitsbedingt gab Nissl 1918 seinen Lehrstuhl auf und war bis zu seinem Tod noch kurz Abteilungsleiter an der von Emil Kraepelin in München gegründeten Deutschen Forschungsanstalt für Psychiatrie. Seit ihrer Gründung war er Mitglied der Heidelberger Akademie der Wissenschaften.

## Grabstätte
Die Grabstätte von Franz Nissl befindet sich auf dem Münchner Waldfriedhof (Grabnr. 119-W-21).

## Schüler
Als ordentlicher Professor an der Medizinischen Fakultät Heidelberg promovierte oder habilitierte Nissl u. a. folgende Persönlichkeiten:
- Karl Wilmanns: 1906 Habilitation mit einer schon unter Kraepelin begonnenen Studie Zur Psychopathologie des Landstreichers – 1918 wurde Wilmanns Nissls Nachfolger.
- Karl Jaspers: Promotion am 8. Dezember 1908 mit seiner Dissertation über Heimweh und Verbrechen – 1913 habilitierte er sich mit Nissls Hilfe sowie der von Max Weber mit seiner bekannten, während seiner Zeit als Volontärsarzt bei Nissl erarbeiteten Allgemeinen Psychopathologie für Psychologie in der Philosophischen Fakultät, an der er 1921 in der Nachfolge von Wilhelm Windelband einen Lehrstuhl für Philosophie erhielt;
- Otto Meyerhof: Promotion im Dezember 1909 mit dem III.Teil: Die Psychologie des Wahns seiner grundlagentheoretischen Beiträge zur psychologischen Theorie der Geistesstörungen. – dreizehn Jahre später erhielt Meyerhof wegen seiner bahnbrechenden Arbeiten zur Biochemie des Zellstoffwechsels den Nobelpreis für Medizin, ohne jemals seine philosophischen Interessen aufzugeben, die er als Freund des Philosophen Leonard Nelson mit seinem Kommilitonen
- Arthur Kronfeld teilte, den Nissl fast zur gleichen Zeit am 7. Dezember 1909 mit einem Beitrag zum Studium der Wassermannschen Reaktion und ihrer diagnostischen Anwendung in der Psychiatrie. I. Zur Methodik und Theorie der Reaktion promovierte sowie dann von 1910 bis 1913 zunächst als Assistenz- und dann wie Jaspers als Volontärarzt beschäftigte – 1912 erarbeitete Kronfeld an seiner Klinik die erste systematische Gesamtdarstellung und (von ihm schon so genannte) „wissenschaftstheoretische“ Untersuchung der psychologischen Theorien Freuds und verwandter Anschauungen;
- Hans Walter Gruhle: Habilitation am 3. März 1913 für Psychiatrie und medizinische Psychologie mit einer Arbeit über Wahrnehmungsverfälschungen – promoviert hatte Gruhle, der seit 5. Mai 1905 bei Nissl arbeitete, im Januar 1907 an der Universität München mit einer 1904 dort bei Emil Kraepelin begonnenen Arbeit über Ergographischen Studien.

## Schriften (Auswahl)
- Ueber die Veränderungen der Ganglienzellen am Facialiskern des Kaninchens nach Ausreissung der Nerven. In: Allgemeine Zeitschrift für Psychiatrie. Band 48, 1892, S. 197 f.
- Ueber eine neue Untersuchungsmethode des Centralorgans speciell zur Feststellung der Localisation der Nervenzellen. In: Neurologisches Zentralblatt. Band 13, 1894, S. 507 f.
- Die Neuronenlehre und ihre Anhänger. Ein Beitrag zur Lösung des Problems der Beziehungen zwischen Nervenzelle, Faser und Grau. Fischer, Jena 1903.
- Zur Histopathologie der paralytischen Rindenerkrankung. In: Histologische und histopathologische Arbeiten über die Grosshirnrinde mit besonderer Berücksichtigung der pathologischen Anatomie der Geisteskrankheiten. Bd. 1 (1904), S. 315–494 (Digitalisat).
- (Hrsg., teilweise mit Alois Alzheimer) Histologische und histopathologische Arbeiten über die Grosshirnrinde. 7 Bände. Fischer, Jena 1904–1921.